# Baldo Baldi
Baldo Baldi (Livorno, 19 de febrero de 1888-Livorno, 21 de diciembre de 1961) fue un deportista italiano que compitió en esgrima, especialista en las modalidades de florete y sable. Participó en los Juegos Olímpicos de Amberes 1920, obteniendo dos medallas de oro, en las pruebas de florete por equipos y sable por equipos.

## Palmarés internacional
| Juegos Olímpicos | Juegos Olímpicos  | Juegos Olímpicos | Juegos Olímpicos    |
| Año              | Lugar             | Medalla          | Prueba              |
| ---------------- | ----------------- | ---------------- | ------------------- |
| 1920             | Amberes (Bélgica) | Medalla de oro   | Florete por equipos |
| 1920             | Amberes (Bélgica) | Medalla de oro   | Sable por equipos   |